# Fuktspröding
Fuktspröding (Psathyrella lutensis) är en svampart som först beskrevs av Henri Romagnesi, och fick sitt nu gällande namn av Meinhard (Michael) Moser 1955. Fuktspröding ingår i släktet Psathyrella och familjen Psathyrellaceae.  Arten är reproducerande i Sverige. Inga underarter finns listade i Catalogue of Life.